# 요요기 공원
요요기 공원(일본어: 代々木公園)은 일본 도쿄에서 가장 큰 공원 중의 하나로 시부야의 하라주쿠역과 메이지 신궁과 인접한 곳에 위치한 공원이다. 도쿄 도 건설국의 요요기 공원 관리 사무소가 관리한다.

## 개요

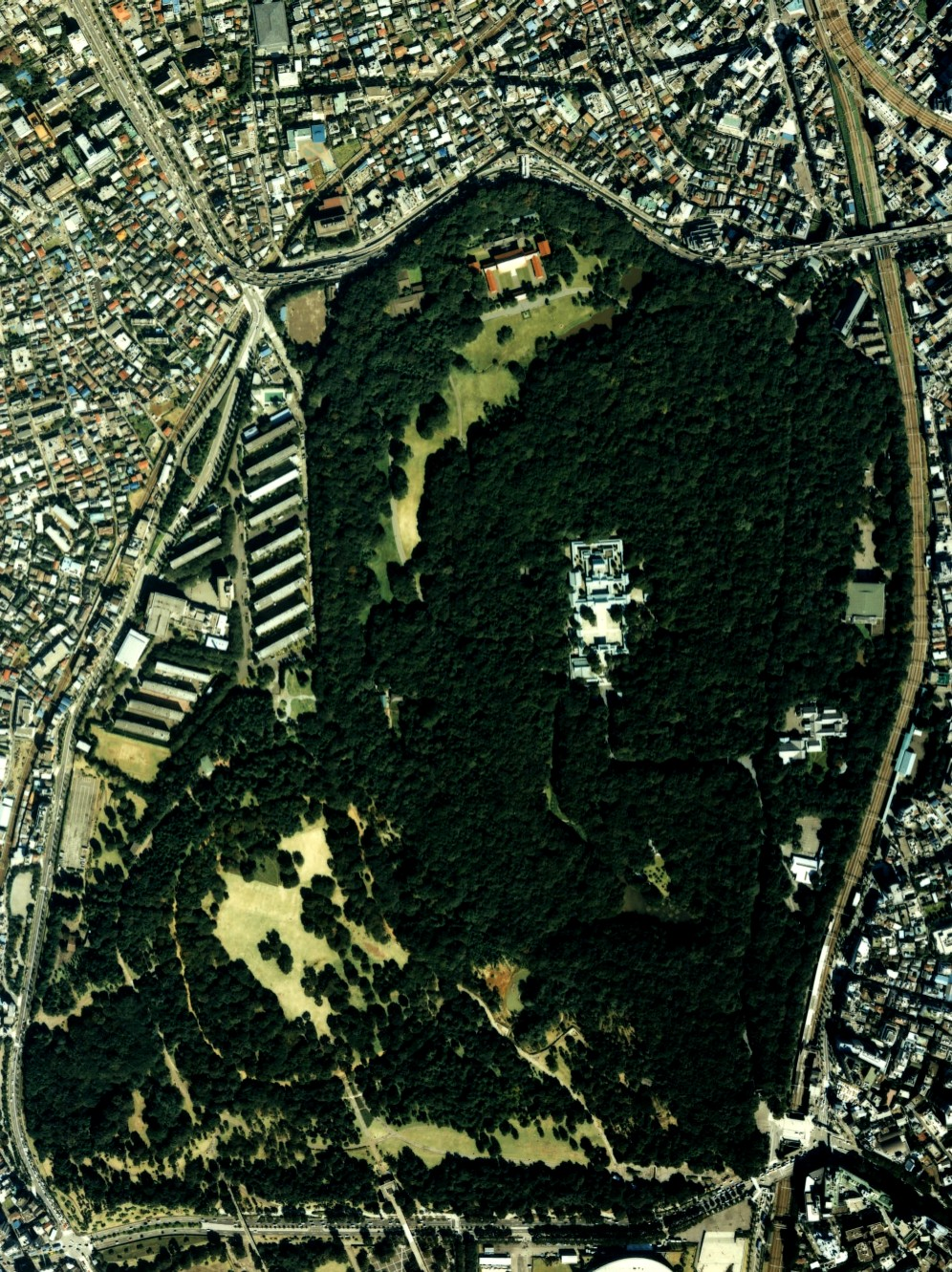
요요기 공원 부근의 항공사진, 1989년도 촬영. 인접한 메이지 신궁을 포함해 일대가 광대한 녹지가 되어 있다.

1909년 7월 1일, 육군성이 28만평의 요요기 연병장을 신설했다. 1910년 12월 19일에 도쿠가와 요시토시 일본제국 육군 공병 대위가 일본 최초의 비행에 성공한 곳으로 이후 일본 육군 요요기 연병장이 되었다. 요요기 연병장은 패전 후의 1945년에 미군에 접수되어 미군의 숙소인 워싱턴 하이츠가 되었고, 1964년에 도쿄 올림픽의 선수촌이 된 후, 도쿄 23구내의 도시 공원 중 4번째로 넓은 공원으로서(540,529m², 대략 도쿄 돔 11개분) 1967년 10월 20일에 개원되었다. 1990년 5월에는 높이 15m - 30m에 이르는 대소 3기의 분수를 가진 수경시설이 설정되었다. 이 공원에는 오다 미키오의 실적을 칭한「오다 필드」(육상 경기장)가 있고, 그 주변에는 NHK 방송 센터, NHK 홀, SHIBUYA BOXX, SHIBUYA-AX, 시부야 머슬 극장, 국립 요요기 경기장 제1・제2 체육관, 메이지 신궁 등이 있다.이 공원은 하라주쿠역, 요요기 공원역, 메이지 신궁앞역, 요요기하치만 역에 인접해 하라주쿠, 오모테산도, 시부야로부터 사람들이 대부분 모이는 장소이기도 하다. 이 공원은, 이노카즈라 거리를 끼고 분수가 있는 북측의 A지구와 스포츠 시설이나 이벤트홀 등이 있는 남쪽의 B지구로 나뉘어 있다. 공원을 사이에 두는 이노카즈라 거리 위에는 폭이 넓은 2개의 보도교가 가설되어 있다. 요요기 공원은 원칙으로서 개방 시간제한이 있지만, 실제로는 심야에도 들어갈 수 있다. 단게 겐조가 설계한 독특한 올림픽 건물이 여전히 주변에 있다.

## 시설

### 지진 재해 대책용 응급 급수 시설
공원내에는 재해용 급수조(유효 수량 1,500m³)가 있다. 순환 펌프에 의한 인출로 급수조내의 물은 항상 신선한 상태로 유지되고 있다. 응급 급수구가 준비되어 지진 재해시에 청렴한 수도물을 무상으로 급수한다.

### 자전거 도로
요요기 공원에는 자전거 도로가 설치되어 있어 자전거 센터에서 자전거를 빌려탈 수 있다. 자전거를 반입하는 일도 가능. 유아용 자전거 도로도 준비되어 있다.

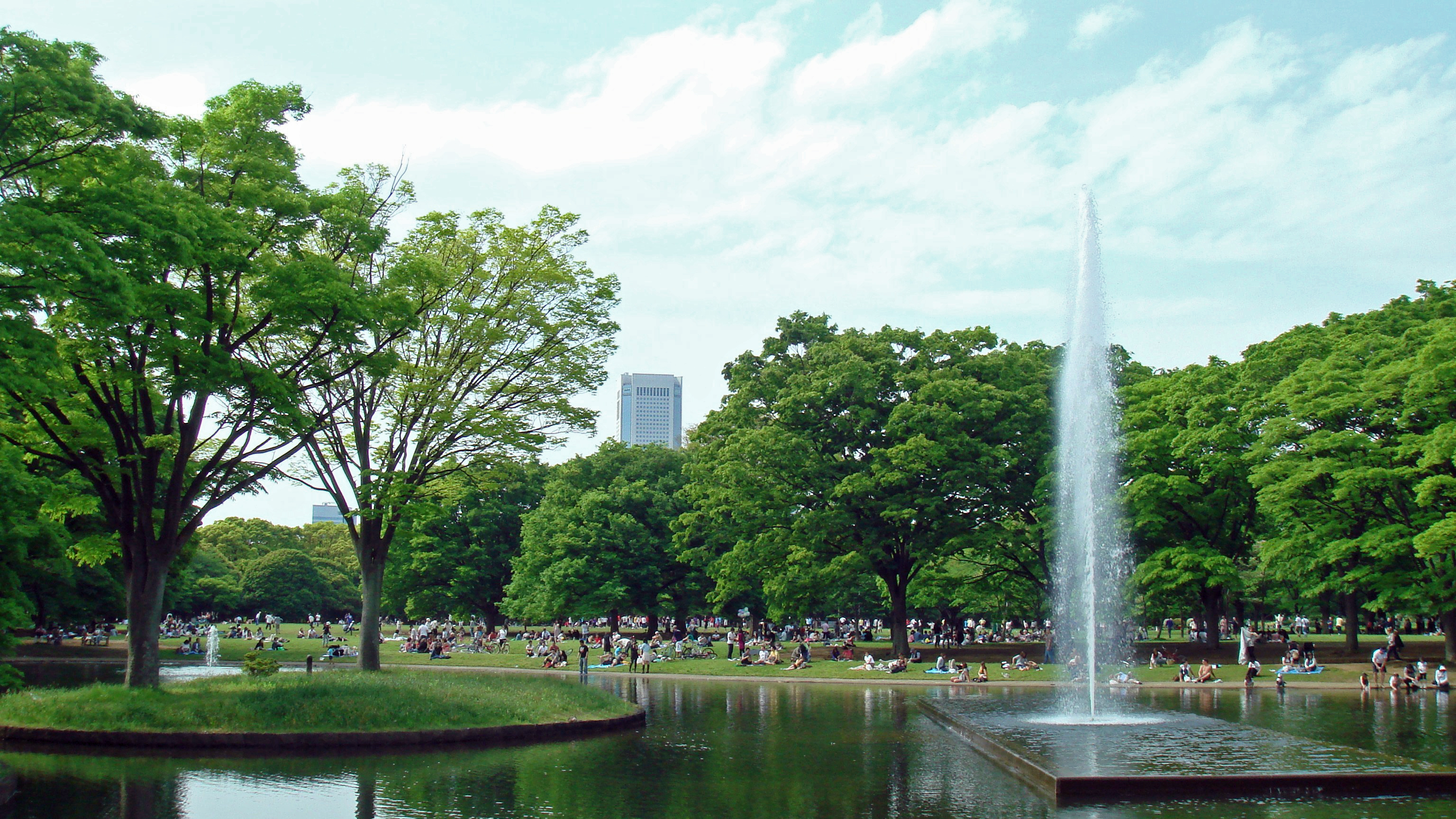

### 분수
중앙 부근에는 분수 광장이 있어, 많은 사람들이 악기나 연극, 콩트, 스케이드보드, 댄스 연습 등을 하는 사람들이 많다. 야외 라이브를 하고 있는 사람도 있지만, 악기는 원칙으로서 허가 없이 앰프와 같은 대형의 전기제품은 반입하는 것이 금지되고 있다. 심야에 파이어 댄스를 하는 사람도 있지만, 원칙으로서 화기 엄금이다. 중앙의 연못에는 분수가 3개 있어, 밤이 되면 분수에 불이 들어온다.

### 도그 런
개를 풀어놓을 수 있는 도그 런이 2007년 4월 28일에 오픈했다. 소형견용 공간과 그렇지 않은 공간으로 나눈다. 개를 도그 런에 넣으려면 사전에 검사・등록이 필요.

### 비
원내에는 일본 최초 비행의 땅으로서「일본 항공시발지」의 비(발상지 콜렉션/일본 최초 비행의 땅), 1945년 8월 25일에 요요기 연병장이었던 원내의 일각에서 14명의 다이토 학원생 등이 할복 한「다이토학원 14 열사」의 비, 멕시코 정부로부터 도쿄도로 기증된「켓살코아틀」의 상 등이 있다.

## 접근 방법
- 철도
  - JR동일본 하라주쿠역 하차. 도보 3분.
  - 도쿄 지하철 지요다 선・부도심선 메이지 신궁앞역(역 번호 C-03, F-15)하차. JR 하라주쿠 역과 메이지 신궁에 통하는 출구에서 나와 도보 3분.
  - 도쿄 지하철 지요다 선 요요기 공원역(역 번호 C-02)하차(아야세 방면),도보 3분. 요요기우에하라 역 방면에서 나오면 요요기하치만 역에 인접하는 하치만 상가에 나오게 되어, 요요기 공원으로부터 도보 6분 걸린다.
- 요요기 공원 아래에는 요요기 공원역 - 메이지 신궁 앞역간을 지나는 지요다 선이 달리고 있어 공원에서는 지하철의 주행소리를 들을 수 있다.